# Louis Claude de Saint-Martin
Louis-Claude de Saint-Martin (Amboise; 18 de enero de 1743-Aulnay; 13 de octubre de 1803) dedicó la mayor parte de su vida a estudiar la mística judeocristiana y a transmitir sus enseñanzas a este respecto a través de sus obras, aunque al final de su vida constituyó una pequeña sociedad con este propósito, a la que denominó como Sociedad de los Íntimos.

## Biografía
Estudió derecho, obteniendo luego un puesto de subteniente en el regimiento de Foix en Burdeos. Esta ocupación le dejaba mucho tiempo libre para dedicarse a sus estudios místicos y esotéricos. Allí conoció, a través de un compañero de armas, al teósofo Martínez de Pasqually, quien había fundado en 1754 la Orden Masónica de los Elus Cohen del Universo donde se utilizaban prácticas de teúrgia, ligadas a una doctrina mística judeocristiana, propia de Pasqually, plasmada en su obra Tratado de la Reintegración de los Seres.
En 1765 Saint-Martin ingresa a este grupo, que le brindó un sustento teórico y místico para sus futuras obras. Poco tiempo después fue nombrado Secretario personal de Pasqually, con el que mantuvo una estrecha relación hasta su muerte en Puerto Príncipe, Saint-Domingue —actual Haití—, a donde Pasqually se había desplazado para atender asuntos familiares. Después de la muerte de su creador, la Orden de los Elus Cohen fue entrando progresivamente en un estado de letargia.
Entre 1773 y 1774, Saint-Martin permaneció en Lyon en casa de Jean-Baptiste Willermoz, antiguo miembro de la Orden de los Elus Cohen y que después de la muerte de su maestro había creado el Rito Escocés Rectificado de la Masonería. En este lugar el filósofo desconocido escribió su primera obra De los errores y de la verdad (1775). Con un carácter marcadamente más místico que su compañero Willermoz, Saint-Martin se aleja progresivamente de las ideas de este, desarrollando su propio sistema espiritual, fuertemente influenciado por las ideas de Jakob Böhme, al que consideraba su segundo maestro. Así decía a menudo que debía a Martínez de Pasqually su ingreso en los misterios, pero que era a Jakob Böhme a quien debía los pasos más importantes que había dado en este sentido.
Posteriormente redactó una serie de obras compatibles con las doctrinas esotérico-cristianas de sus maestros, forjando, no obstante, su propia doctrina, siendo la más importante de todas El Ministerio del hombre-espíritu (1802). 
Tras su muerte por apoplejía, acontecida el 13 de octubre de 1803 en Aulay, surgieron varios estudiosos de su obra y se fundó la Orden Martinista en 1891, de la mano de Papus y Augustin Chaboseau. Tras la Gran Guerra, esta Orden quedó prácticamente inactiva, siendo constituida nuevamente el 24 de julio de 1931, bajo la autoridad de Augustin Chaboseau, adoptando el nombre de Orden Martinista Tradicional. Tras la Segunda Guerra Mundial, esta organización pasó a funcionar bajo la égida de la Orden Rosacruz AMORC, que desarrolló y promovió las actividades martinistas en todo el mundo.

## Obras
- Le Nouvel Homme (El Hombre Nuevo)
- Le Ministère de l'Homme-Esprit (El Ministerio del Hombre-Espíritu)
- L'Homme de Désir (El Hombre de Deseo)
- Suite Des Erreurs et de la Vérité (De los errores y de la Verdad)
- Ecce Homo
- De l'esprit des choses
- Le Crocodile ou la guerre du bien et du mal (El Cocodrilo o la Guerra del Bien y el Mal)